# The French Connection
The French Connection (llamada en España Contra el imperio de la droga, en Hispanoamérica Contacto en Francia y en un redoblaje como La conexión francesa) es una película estadounidense de 1971 dirigida por William Friedkin. Basada en la novela homónima escrita por Robin Moore, está protagonizada en sus papeles principales por Gene Hackman, Roy Scheider y Fernando Rey.
La película obtuvo cinco Premios Óscar y tres Globo de Oro, y con un costo de 1,8 millones de dólares recaudó casi 52 millones en cines, y posteriormente otros 75 millones de dólares en alquiler y ventas en formato VHS. Está ubicada en el top 17 de las 100 mejores películas de acción de todos los tiempos según la revista GQ.

## Argumento

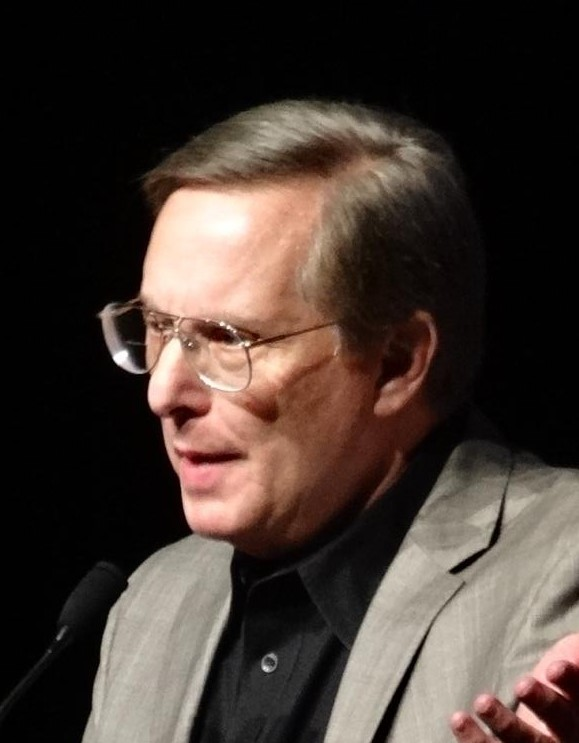
El director William Friedkin, en 2012.

En Marsella (Francia), un policía encubierto sigue a Alain Charnier, quien lidera el sindicato de tráfico de heroína más grande del mundo. El policía es asesinado por Pierre Nicoli, un francotirador de Charnier. Charnier planea traficar 32 millones de dólares en heroína hacia los Estados Unidos al ocultarla en el auto de su nada suspicaz amigo, la celebridad de televisión Henri Devereaux, que viaja a Nueva York en barco.
En la ciudad de Nueva York, los detectives Jimmy "Popeye" Doyle y Buddy "Cloudy" Russo salen a tomar algo en el club nocturno Copacabana. Popeye nota a Salvatore "Sal" Boca y su esposa, Angie, entreteniendo a los mafiosos involucrados en narcóticos. Ellos siguen a la pareja y establecen un vínculo entre los Boca y el abogado Joel Weinstock, que es parte de la red de narcóticos de la ciudad.
Popeye se entera por un informante que una masiva carga de heroína llegará en las próximas dos semanas. Los detectives convencen a su supervisor de hacer una escucha telefónica en los teléfonos de los Boca. Popeye y Cloudy reciben ayuda de los agentes federales Mulderig y Klein.
El vehículo de Devereaux llega a Nueva York. Boca se impacienta en hacer la compra, reflejando el deseo de Charnier de regresar a Francia lo más pronto posible, mientras que Weinstock, con más experiencia en el narcotráfico, pide paciencia, sabiendo que hay un dispositivo en el teléfono de Boca y que ellos están siendo investigados.
Charnier reconoce que está siendo observado. Provoca a Popeye y escapa en el metro. Para evitar ser seguido, se reúne con Boca en Washington D. C., donde Boca pide demorar la transacción debido a la policía. Charnier, sin embargo, quiere terminar el trato rápidamente. En el vuelo de vuelta a Nueva York, Nicoli ofrece matar a Popeye, pero Charnier protesta, sabiendo que Popeye podría ser reemplazado por otro policía. Nicoli insiste, sabiendo que ellos volverán a Francia antes de que asignen un reemplazo.
Poco después, Nicoli intenta disparar a Popeye, pero fracasa. Popeye persigue a Nicoli, quien sube a un tren elevado. Popeye le sigue en auto. Reconociendo que está siendo perseguido, Nicoli sigue su camino atravesando los vagones, dispara a un policía que intenta intervenir y secuestra al maquinista a punta de pistola, forzándolo a conducir hasta la siguiente estación; cuando intenta mediar, dispara al revisor del tren. El maquinista se desmaya, sufriendo un infarto, y están a punto de chocar contra otro tren estacionado cuando el freno de emergencia se activa, arrojando al asesino contra la ventana. Popeye llega para ver al asesino descendiendo desde la plataforma. El asesino intenta huir al ver a Popeye, pero este le dispara y lo mata.
Tras una exhaustiva vigilancia, Popeye confisca el auto Lincoln de Devereaux. Él y su equipo lo destrozan buscando las drogas, pero no encuentran nada. Cloudy nota que el peso del vehículo es de 120 libras por encima de su peso determinado por el fabricante. Retiran los paneles basculantes y descubren la heroína en su interior. La policía restaura el auto a su condición original y lo devuelven a Devereaux, quien le entrega el Lincoln a Charnier.
Charnier se va a una fábrica abandonada en Wards Island para encontrarse con Weinstock y pasar la droga. Después de que Charnier retira los paneles basculantes del auto, el químico de Weinstock prueba una de las bolsas y confirma su calidad. Charnier remueve las bolsas de droga y oculta el dinero, escondiéndolo bajo los paneles basculantes de otro vehículo comprado en un desguace de chatarra, el cual llevará de vuelta a Francia. Charnier y Sal se van en el Lincoln, pero se topan con un enorme contingente de policías liderados por Popeye para bloquearles. La policía persigue al Lincoln de vuelta a la fábrica, donde Boca es asesinado durante un tiroteo, mientras los demás criminales se rinden.
Charnier escapa hacia una bodega, con Popeye y Cloudy en su persecución. Popeye ve a una figura sombría en la distancia y dispara una milésima de segundo después de gritar una advertencia, matando a Mulderig. Impávido, Popeye le dice a Cloudy que atrapará a Charnier. Tras recargar su pistola, Popeye corre a otra habitación y se escucha un solo disparo.
Los títulos antes de los créditos describen que Weinstock fue acusado pero su caso fue sobreseído por "falta de evidencia apropiada"; Angie Boca recibió una sentencia suspendida por mal comportamiento sin especificar; Lou Boca recibió una sentencia reducida; Devereaux fue sentenciado a cuatro años en una penitenciaria federal por conspiración, y a Charnier nunca lo atraparon. Popeye y Cloudy fueron transferidos de la división de narcóticos y reasignados.

## Reparto
- Gene Hackman como el detective Jimmy "Popeye" Doyle
- Fernando Rey como Alain Charnier
- Roy Scheider como el detective Buddy "Cloudy" Russo
- Tony Lo Bianco como Salvatore "Sal" Boca
- Marcel Bozzuffi como Pierre Nicoli
- Frédéric de Pasquale como Henri Devereaux
- Bill Hickman como Bill Mulderig
- Ann Rebbot como Marie Charnier
- Harold Gary como Joel Weinstock
- Arlene Farber como Angie Boca
- Eddie Egan como Walt Simonson
- André Ernotte como La Valle
- Sonny Grosso como Bill Klein
- Benny Marino como Lou Boca
- Patrick McDermott como Howard
- Alan Weeks como Willie Craven
- Sheila Ferguson como integrante de The Three Degrees
- Eric Jones como un niño
- Darby Lloyd Rains como una stripper

## Clasificación por edades
| País              | Calificación                                               |
| ----------------- | ---------------------------------------------------------- |
| Alemania oriental | 7                                                          |
| Argentina         | 12                                                         |
| Australia         | M                                                          |
| Canadá            | 13+ (Quebec) AA (Ontario) 14 (Nueva Escocia) PA (Manitoba) |
| Brasil            | 14                                                         |
| Chile             | 7                                                          |
| España            | 18 (NRM18)                                                 |
| Estados Unidos    | R                                                          |
| Filipinas         | C                                                          |
| Finlandia         | 7                                                          |
| Hong Kong         | IIB                                                        |

| País          | Calificación |
| ------------- | ------------ |
| Italia        | T            |
| Portugal      | M/12         |
| Islandia      | TP           |
| Noruega       | TP           |
| Francia       | TP           |
| Nueva Zelanda | 12           |
| Países Bajos  | 12           |
| Perú          | 15           |
| Reino Unido   | TP           |
| Singapur      | TP           |
| Suecia        | 12           |
| Colombia      | 12           |
| Venezuela     | C            |
| México        | C            |
| Japón         | 7 G (2010)   |

## Premios y nominaciones
Premios Óscar 1971
| Año  | Categoría              | Nominado                        | Resultado |
| ---- | ---------------------- | ------------------------------- | --------- |
| 1971 | Mejor Película         | Phillip D'Antoni                | Ganadora  |
| 1971 | Mejor Director         | William Friedkin                | Ganador   |
| 1971 | Mejor Actor            | Gene Hackman                    | Ganador   |
| 1971 | Mejor Actor de Reparto | Roy Scheider                    | Nominado  |
| 1971 | Mejor Guion Adaptado   | Ernest Tidyman                  | Ganador   |
| 1971 | Mejor Montaje          | Gerald B. Greenberg             | Ganador   |
| 1971 | Mejor Fotografía       | Owen Roizman                    | Nominado  |
| 1971 | Mejor Sonido           | Theodore Soderberg Chris Newman | Nominados |

Premios BAFTA 1971
| Año  | Categoría      | Nominado                        | Resultado |
| ---- | -------------- | ------------------------------- | --------- |
| 1971 | Mejor Película | Mejor Película                  | Nominada  |
| 1971 | Mejor Director | William Friedkin                | Nominado  |
| 1971 | Mejor Actor    | Gene Hackman                    | Ganador   |
| 1971 | Mejor Montaje  | Gerald B. Greenberg             | Ganador   |
| 1971 | Mejor Sonido   | Theodore Soderberg Chris Newman | Nominados |

Premios Globos de Oro 1971
| Año  | Categoría              | Nominado               | Resultado |
| ---- | ---------------------- | ---------------------- | --------- |
| 1971 | Mejor Película - Drama | Mejor Película - Drama | Ganadora  |
| 1971 | Mejor Director         | William Friedkin       | Ganador   |
| 1971 | Mejor Actor - Drama    | Gene Hackman           | Ganador   |

## Secuelas
En numerosas ocasiones se han realizado nuevas adaptaciones de los personajes y las tramas surgidas a raíz de la novela original escrita por Robin Moore.
En 1975 se realizó una secuela titulada French Connection II, dirigida por John Frankenheimer y nuevamente protagonizada por Gene Hackman y Fernando Rey.
En 1986 se realizó un telefilme, titulado Popeye Doyle, dirigido por Peter Levin y protagonizado por Ed O'Neill.

## Recepción
La película posee valoraciones mayoritariamente positivas en los portales de información cinematográfica. La revista Fotogramas le otorgó una puntuación de 3 sobre 5. En Internet Movie Database, con 104.455 puntuaciones, tiene una puntuación de 7,7 sobre 10. En FilmAffinity, con 23.148 votos, tiene una calificación de 7,3 sobre 10.

"Basada en una novela de Robin Moore, viene a ser un cruce entre los telefilms policiales de la época y la vertiente documentalista del género que se impuso a finales de los 40. Todo funciona con notable pericia pero con una inspiración bastante limitada."
Revista Fotogramas 